# Dal cuore alla testa
Dal cuore alla testa è il quarto album dei B-nario.

## Tracce
1. Lo so bene – 4:32
2. Il cielo di Milano – 4:23
3. Meglio da soli – 3:47
4. Dal cuore alla testa – 3:30
5. Metto su un CD – 3:30
6. Nuova generazione – 4:30
7. Non cambieremo mai – 3:12
8. A parte te – 2:41
9. Milly – 3:50
10. Nel giorno del mio compleanno – 4:27
11. Appunti... – 3:17